# Cowgill定律
Cowgill定律包括两个不相关的音变规律，分别发生在原始希腊语（PG）和原始日耳曼语（PGmc）中，以发现者印欧学家Warren Cowgill命名。

## 希腊语中
在响音 (/r/, /l/, /m/, /n/) 和唇音之间的 /o/ 将变成 /u/。
例如：
- νύξ“夜晚 night”< PIE *nokʷts (cf. Lat. nox, Ved. nák < *nakts, Goth. nahts, Hitt. gen. sg. nekuz /nekʷts/)
- φύλλον "叶 leaf" < PIE *bʰolyom (cf. Lat. folium)
- μύλη "磨坊 mill" < PIE *mol-eh₂- (cf. Lat. molīna)
- ὄνυξ "钉子 nail" (词干 ónukh-) < 早期PG *onokʷʰ- < PIE h₃nogʷʰ- (cf. OE nægl < PGmc *nag-laz)

注意：受到Cowgill定律影响的 /o/ 旁边的唇音将发生去圆唇化（牧牛人规则）（如 núks 和 ónuks/ónukh-，此处希腊语常见的*kʷ > p 没有发生）。

## 日耳曼语中
格林定律生效之后，喉音 *h₃（可能也包括 *h₂）若在响音之后、*w 之前，则其变为 *k。 这条规律仍具有争议性，虽然正逐渐为人所接受。Donald Ringe (2006) 表示认可；Andrew Sihler (1995) 不置可否。
例子相当少：
- *kwikwaz "活着 alive" (在英语中体现为 快 quick) < PIE *gʷih₃-wos (cf. Lat. vīvus)
- *unkw- "我们两个 us two" (cf. Goth. unkis) < PIE *n̥h₃we (cf. Gk. nṓ; Ved. āvā́m acc. du. < *āva-ám)
- 可能的 OE tācor "丈夫的兄弟 husband's brother" < PIE *dayh₂wḗr (cf. Gk. dāḗr, Ved. devṛ́, Lat. lēvir)

如果它得到广泛接受，那么音位 h₃ 将会有一条重构途径。因为日耳曼语的 /k/ 来自原始印欧语的 /g/，而且因为变化发生在格林定律生效之前（Ringe提出），变化应是 h₃w > gʷ。如果 h₃ 是一个浊软腭阻碍音，这种变化将更有可能发生。如果 h₃ 是一个浊圆唇软腭擦音，变化将是 ɣʷw > ɡʷ。